# Khidash
Khidāsh (in arabo خداش‎? - il cui probabile vero nome era ʿAmmār o ʿUmāra b.
Yazīd; ... – VIII secolo) fu un agitatore politico musulmano che operò in Khorāsān per l'affermazione della causa abbaside nel corso dell'ultimo periodo del califfato omayyade.
Fu inviato dalla Hāshimiyya di Kufa nella periferica regione persiana, allo scopo di sensibilizzare la popolazione locale (che nell'oasi di Marw ospitava alcune decine di migliaia di famiglie arabo-persiane di simpatie alidi) alla causa abbaside, ostile al califfato degli Omayyadi, considerato illegittimo e lesivo dei "diritti" dell'Ahl al-Bayt fin dai tempi della ribellione ad ʿAlī del Wālī di Siria, Muʿāwiya b. Abī Sufyān.
Non mancano però dubbi sul suo perfetto allineamento alle disposizioni abbasidi e si suppone da parte di alcuni studiosi che egli segretamente aderisse in realtà alle tesi della Khurramiyya.
Secondo Ṭabarī e Balādhurī, Khidāsh riuscì a eliminare dal suo incarico Abū l-Ḥusayn Kathīr b. Saʿd, che aveva guidato tra il 726 e il 729 la daʿwa abbaside in Khorāsān, dopo che Abū ʿIkrima Ziyād b. Dirham era stato messo a morte del governatore omayyade Asad b. ʿAbd Allāh al-Qasrī.
Una terza tradizione sostiene invece che fu Bukayr b. Māhān, della Hāshimiyya a inviarlo nel 736 in Khorāsān, dove però avrebbe manifestato alcune prese di posizione non in linea con la causa abbaside, sostenendo in modo ondivago Muhammad ibn al-Hanafiyya (che sarà esaltato poi dalla Kaysaniyya). Secondo Balādhurī invece, il governatore Asad al-Qasrī lo avrebbe individuato e messo a morte, facendolo crocifiggere nel 736. 